# Fiebrigella palposa
Fiebrigella palposa är en tvåvingeart som först beskrevs av Fallen 1820.  Fiebrigella palposa ingår i släktet Fiebrigella och familjen fritflugor. Inga underarter finns listade i Catalogue of Life.